# Lantenay (Côte-d'Or)
Lantenay is een gemeente in het Franse departement Côte-d'Or (regio Bourgogne-Franche-Comté) en telt 453 inwoners (2005). De plaats maakt deel uit van het arrondissement Dijon.

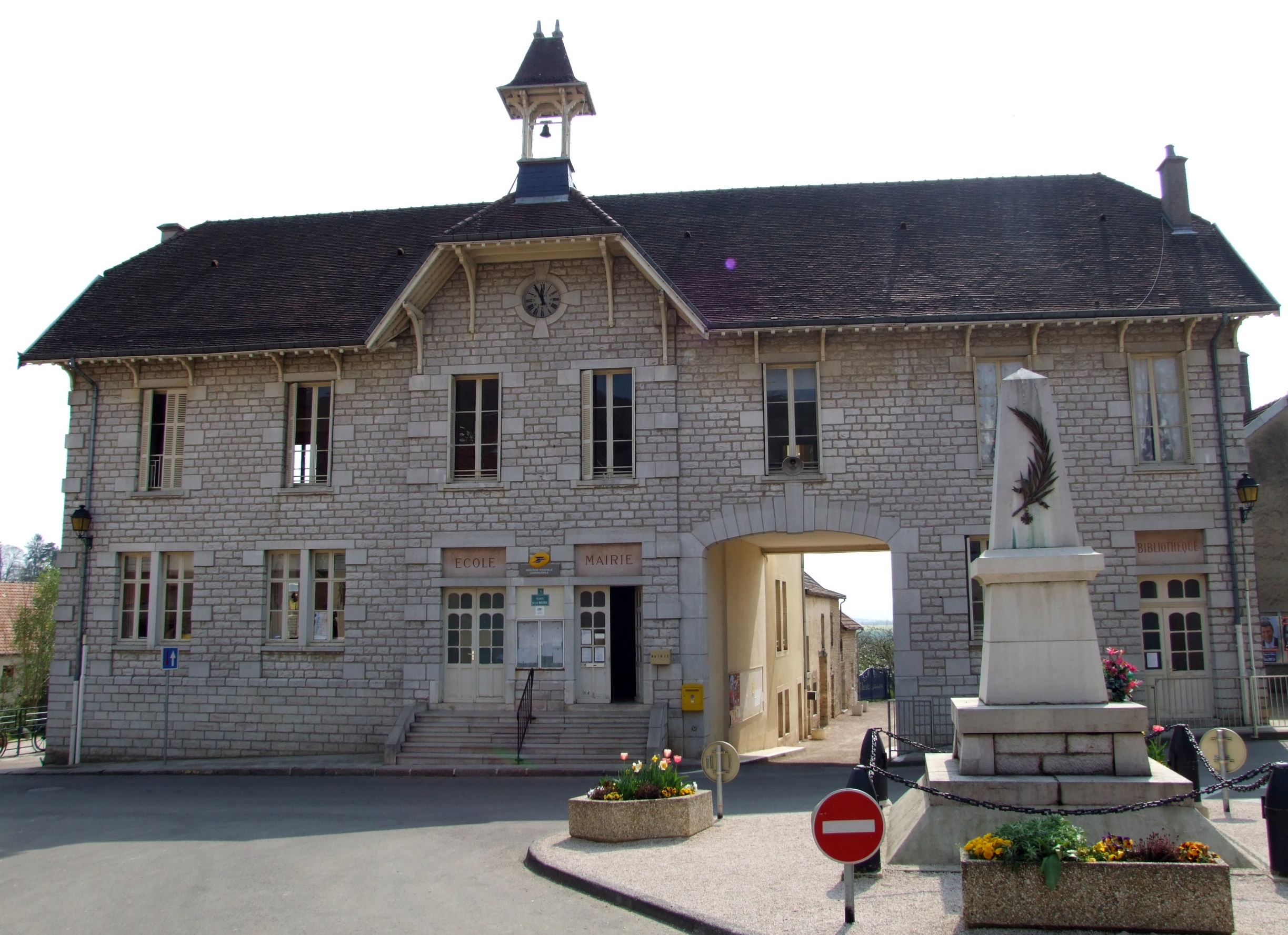
Gemeentehuis
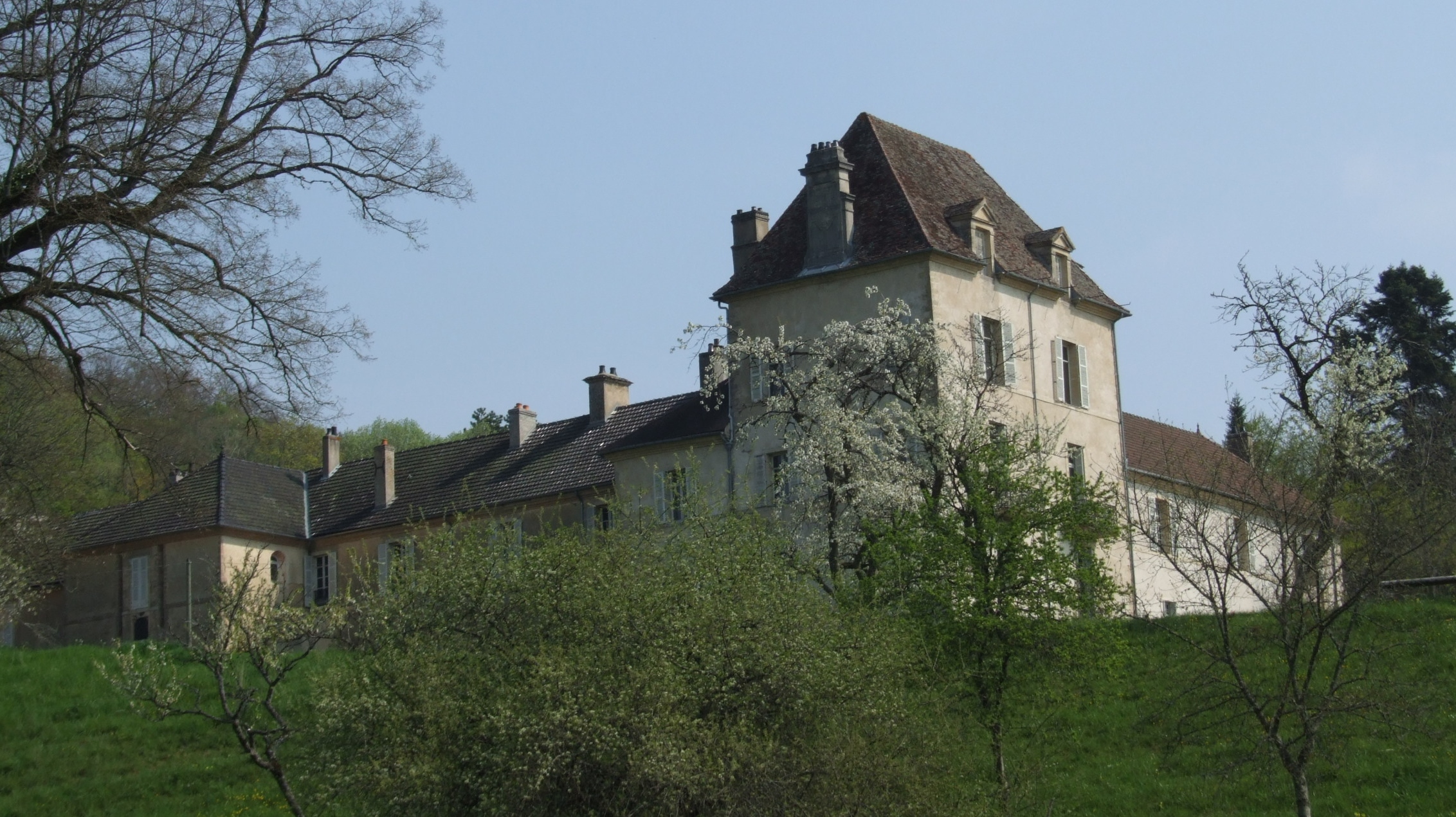
Kasteel van Lantenay

## Geografie
De oppervlakte van Lantenay bedraagt 17,5 km², de bevolkingsdichtheid is 25,9 inwoners per km².
De onderstaande kaart toont de ligging van Lantenay (Côte-d'Or) met de belangrijkste infrastructuur en aangrenzende gemeenten.

## Demografie
Onderstaande figuur toont het verloop van het inwonertal (bron: INSEE-tellingen).